# Cantó de Maiçac
El cantó de Maissac és un cantó francès del departament de la Corresa, situat al districte de Briva la Galharda. Té 14 municipis i el cap és Maiçac.

## Municipis
- Brancelhas
- Chauç Forn
- Colonjas
- Curamonta
- La Gleisòla
- Linhairac
- Lostanjas
- Marcilhac la Cròsa
- Maiçac
- Noalhac
- Salhac
- Sent Mauvire
- Sent Julian Momon
- Torèna

| Data d'elecció                           | Identitat      | Partit           | Qualitat |
| ---------------------------------------- | -------------- | ---------------- | -------- |
| 1970-1994                                | Charles Ceyrac | UDR, després RPR |          |
| 1994-                                    | Henri Salvant  | RPR, després UMP |          |
| les dades anteriors no són pas conegudes |                |                  |          |

| 1962  | 1968  | 1975  | 1982  | 1990  | 1999  | 2006  |
| ----- | ----- | ----- | ----- | ----- | ----- | ----- |
| 4.724 | 5.070 | 4.704 | 4.642 | 4.628 | 4.670 | 4.949 |